# Berrocal de Huebra
Berrocal de Huebra là một đô thị ở tỉnh Salamanca, phía tây Tây Ban Nha, cộng đồng tự trị Castile-Leon. Đô thị này có cự ly 43 kilômét so với thành phố tỉnh lỵ Salamanca và có dân số 113 người.
Đô thị này nằm ở khu vực có độ cao 899 mét trên mực nước biển.
Mã số bưu chính là 37609.